# Луций Аврелий Котта (консул 144 года до н. э.)
Лу́ций Авре́лий Ко́тта (лат. Lucius Aurelius Cotta; умер после 144 года до н. э.) — римский политический деятель из плебейского рода Аврелиев, консул 144 года до н. э. Был одним из руководителей аристократической оппозиции Публию Корнелию Сципиону Эмилиану. Привлекался к суду по обвинению в злоупотреблениях властью, но был оправдан, что стало одним из непосредственных поводов для судебной реформы Гая Семпрония Гракха.

## Биография

### Происхождение и начало карьеры
Луций Аврелий принадлежал к влиятельному плебейскому роду Аврелиев, представитель которого впервые достиг консульства в 252 году до н. э. Уже в те времена Аврелии, вероятно, находились в союзе с влиятельными родами Сервилиев и Цецилиев. Капитолийские фасты называют Луция Аврелия сыном Луция и внуком Гая. Согласно гипотезе Э. Бэдиана, Луций-старший — это квестор 196 года до н. э., а Гай был легатом в 216 году; в этом случае консулу 200 года до н. э. Луций-младший приходился племянником, а консулу 252 года — правнуком.
Ранние этапы карьеры Луция Аврелия являются предметом научной дискуссии. Согласно одной из гипотез, консула 144 года следует отождествить с Луцием Аврелием Коттой, избранным народным трибуном на 154 год до н. э. Одним из коллег этого трибуна, вероятно, был Квинт Цецилий Метелл (впоследствии Македонский). Котта пытался использовать свою должность, чтобы не платить кредиторам, но другие члены его коллегии заявили, что при невыплате долга встанут на сторону заимодавцев.
По другой версии, будущий консул 144 года упоминается у Тита Ливия в рассказе о событиях 181 года до н. э. Здесь под именем Луций Аврелий Котта фигурирует военный трибун в армии Луция Эмилия Павла (в дальнейшем тоже Македонского). Совместно с Секстом Юлием Цезарем он командовал третьим легионом в удачной битве с лигурами, а потом был послан консулом в Рим с известием о победе и просьбой разрешить ему уйти из Лигурии и распустить армию. Антиковед Эрнст Бэдиан считает, что в дальнейшем карьера Котты застопорилась из-за его плохой репутации, и видит аргумент в пользу своей гипотезы в небольшой временной дистанции между консульствами Луция и его сына (всего двадцать пять лет).
В любом случае Луций Аврелий должен был не позже 147 года до н. э. стать претором, в соответствии с законом Виллия, который устанавливал минимальные временные интервалы между магистратурами.

### Консульство и поздние годы
В 144 году до н. э. Котта был консулом вместе с патрицием Сервием Сульпицием Гальбой. Это были первые годы после Третьей Пунической войны. Стяжавший в ней необыкновенную славу Публий Корнелий Сципион Эмилиан стал самым авторитетным политиком Рима, а вместе с ним к власти пришли участники так называемого «кружка Сципиона» — сторонники умеренных реформ, как правило, люди незнатного происхождения. В этой ситуации Аврелии и их старые союзники Цецилии и Сервилии стали ядром «аристократической корпорации», выступавшей за более консервативную политику.
Соперничество между двумя сенатскими «фракциями» проявилось во время консульства Котты. И Луций Аврелий, и его коллега претендовали на командование в Дальней Испании в войне против Вириата. Мнения в сенате по этому вопросу разделились, и тогда обратились к Сципиону Эмилиану, который заявил: «Я думаю, что туда не стоит посылать ни того, ни другого, ибо у первого ничего нет, а второго ничто не насытит». В результате были продлены полномочия тогдашнего проконсула — Квинта Фабия Максима Эмилиана, брата Сципиона.
Вероятно, именно Луций Аврелий во время своего консульства поддержал Квинта Цецилия Метелла Македонского, благодаря чему тот после двух неудач кряду смог, наконец, стать консулом 143 года до н. э.
Позже Котта был привлечён Сципионом Эмилианом к суду по обвинению в вымогательстве. Защищал его Метелл Македонский, и Котта был оправдан — главным образом из-за стремления судей показать, что авторитет обвинителя не может влиять на их решения. Гай Семпроний Гракх позже заявил, что судьи были подкуплены, и использовал это как один из поводов для своей судебной реформы. О дальнейшей судьбе Луция Аврелия источники не сообщают.
Марк Туллий Цицерон называет Котту «не последним из ораторов-крючкотворов».

### Потомки
Сыном Луция Аврелия был консул 119 года до н. э. того же имени. Возможно, ещё одним его сыном был Марк Аврелий, отец консулов 75, 74 и 65 годов до н. э.